# Fabians Skovtur
Fabians Skovtur er en dansk stum komediefilm fra 1910 produceret af Nordisk Films Kompagni. Filmens instruktør er ukendt.
Filmen indgik en en serie af filmfarcer produceret af Nordisk Film med Victor Fabian i hovedrollen.
Filmen blev i tysktalende lande distribueret som Heidepriem auf Lustfahrt og blev i øvrigt eksporteret til flere lande. 

## Handling
Fabian har travlt, for han skal på skovtur med sin kæreste. Desværre forsinkes han af en række absurde ulykker på vejen til banegården.

## Medvirkende
- Victor Fabian